# Alamar
Alamar és una pel·lícula mexicana d'estil documental del 2009 dirigida per Pedro González-Rubio.

## Sinopsi
La pel·lícula està ambientada a l'escull de corall de Banco Chinchorro, catalogat com a "reserva de la biosfera" per la UNESCO el 2003. Nathan, un noi urbà de 5 anys, troba el seu pare Jorge, pescador mexicà, durant uns dies durant les vacances. Van a pescar junts; es renova una complicitat entre el pare i el seu fill, impulsada per la bellesa de la natura.
Entre ficció i documental, és una experiència iniciàtica per al nen petit i contemplativa per a l'espectador.

## Repartiment
- Jorge : Jorge Machado
- Natan : Natan Machado Palombini
- Roberta : Roberta Palombini
- Matraca : Nestor Marin

## Premis
- Festival Internacional de Cinema Ambiental (FIFE) - selecció en competició oficial (França - 2010)
- Washington Environment Film Festival (EUA - 2010)
- Festival delsTres continents (França - 2010)
- Festival Internacional de Cinema Independent (BAFICI) - Gran Premi (Buenos Aires - 2010)
- Festival Internacional de Cinema de Rotterdam - Tigre d'or (Països Baixos - 2010)[3]
- Festival Internacional de Cinema de Morelia - Premi a la millor pel·lícula mexicana (Mèxic - 2009)[4]
- Festival de Miami 2010: premi del jurat (EUA - 2010)
- Festival de Buenos Aires - Premi a la millor pel·lícula (Argentina - 2010)
- Festival del Festival de Cinema Llatinoamericà de Tolosa - Premi FIPRESCI al primer treball (França - 2010)
- Festival Internacional de Cinema de La Rochelle (França - 2010)
- Festival Paris Cinéma (França - 2010)
- Festival Ciné-Jeune (França - 2010)